# Mort fetal
La mort fetal es defineix normalment com la mort del fetus a les 20 o 28 setmanes d'embaràs o després, depenent de la font. Té com a resultat un nadó que neix sense signes de vida. Un fetus mort sol provocar un sentiment de culpa o dolor a la mare. El terme contrasta amb l'avortament involuntari, que és una pèrdua precoç de l'embaràs, i la síndrome de la mort sobtada del nadó, on el nadó mor poc temps després de néixer viu.
Sovint es desconeix la causa. Les causes poden incloure complicacions de l'embaràs com la preeclàmpsia i complicacions del part, problemes amb la placenta o el cordó umbilical, trastorns congènits, infeccions com la malària i la sífilis i la mala salut de la mare. Els factors de risc inclouen l'edat de la mare major de 35 anys, el tabaquisme, el consum de drogues, l'ús de tecnologia de reproducció assistida i el primer embaràs. Es pot sospitar la mort fetal quan no se sent cap moviment fetal. La confirmació és per ecografia.
La prevenció de la majoria de morts fetals a tot el món és possible amb els sistemes de salut millorats. Al voltant de la meitat de les morts fetals es produeixen durant el part, i això és més comú al món en desenvolupament que al món desenvolupat. En el cas d'un embaràs perllongat es poden utilitzar medicaments per iniciar el part o es pot dur a terme un tipus de cirurgia coneguda com a dilatació i evacuació. Després d'una mort, hi ha un risc més elevat de patir-ne una altra; tanmateix, la majoria dels embarassos posteriors no tenen problemes similars. La depressió, la pèrdua econòmica i la ruptura familiar són complicacions conegudes.
El 2019, a tot el món, es calcula que hi va haver uns 2,0 milions de morts fetals després de 28 setmanes d'embaràs (aproximadament 1 per cada 72 naixements). Es produeixen amb més freqüència en entorns de baixos ingressos, especialment a l'Orient Mitjà i l'Àfrica subsahariana.:{{{1}}} Les taxes de mort fetal han disminuït, encara que més lentament des dels anys 2000.